# Sarego
Sarego (Sarègo in veneto) è un comune italiano di 6 833 abitanti della provincia di Vicenza in Veneto.

## Storia

### Epoca antica
Sulle pendici dei colli di Sarego sono stati rinvenuti frammenti di vasellame in terracotta di età preistorica.
Tra il II e il I secolo a.C. il territorio — specialmente quello a nord ovest di Monticello di Fara, prossimo alla Via Postumia costruita nel 148 — fu marcato dalla centuriazione romana, con la quale venivano suddivise le terre date in ricompensa ai legionari veterani, che in tal modo avevano tutto l'interesse a difendere questa essenziale arteria che univa Genova ad Aquileia.
In questa zona, in località Ca' Quinta dove fu poi costruita Villa Quinto, furono scoperti nel 1904 i resti di una villa romana di campagna; gli scavi del 1927 hanno portato alla luce una pavimentazione a mosaico, oltre a vari altri reperti: rivestimenti in marmo, resti di affreschi, una struttura per il riscaldamento della villa, un torcularium (impianto produttivo).
Il toponimo di Santa Giustina ricorda la presenza in zona di una chiesetta, poi scomparsa, che attesta l'evangelizzazione protocristiana del territorio.

### Medioevo
Del periodo longobardo rimangono ancora numerosi toponimi, il più importante dei quali è Monticello di Fara.
Da antichi documenti si sa della presenza, nel territorio di Sarego, di due castelli altomedievali: il primo nel capoluogo, il secondo a Meledo.
Sull'origine del primo non si conosce nulla di preciso; considerando, però, che il Pagliarino lo definisce "antichissimo" e che la nobile famiglia dei da Sarego risiedeva sul posto sin da epoca precedente al Mille, sembra ragionevole collocarne la fondazione nel secolo X, identificandolo in tal modo con l'incastellamento della chiesa primitiva, la quale dipendeva dalla vasta giurisdizione della pieve di Santa Maria di Altavilla ma era di proprietà dei da Sarego.
Chiesa e castello dovevano dunque essere di origine gentilizia, ed i diritti vescovili devono essersi accesi solo nel 1132 quando i da Sarego assoggettarono la chiesa alla cattedrale di Vicenza. I diplomi imperiali non elencano il castello di Sarego tra quelli vescovili esentati dalla tassa del fodro; ciò non significa ch'esso non dipendesse in qualche modo dai vescovi di Vicenza, ma dimostra semplicemente che non era esentato dalla prestazione.
Secondo il Pagliarino, il castello «fu gettato a terra dai Veronesi»; quando non è detto, ma è abbastanza facile pensare che ciò possa essere accaduto intorno al 1313 durante le feroci lotte tra Veronesi e Padovani conseguenti all'occupazione di Vicenza da parte degli Scaligeri.
Il secondo castello era a Meledo e probabilmente apparteneva alla meno nota famiglia dei Pan de' Campi, di cui parlano tanto il Pagliarino che il Barbarano; sulla fine del Duecento, comunque, ne vennero infeudati i da Sarego, e di ciò fanno fede gli atti d'investitura, atti che parlano sempre di castrum vetus, dizione che può avere due significati: o che questo castello era precedente a quello di Sarego oppure che, al tempo dei documenti che ne parlano, fosse ormai distrutto. Nel secondo caso, esso sarebbe stato distrutto prima dell'epoca ezzeliniana.
Sarego ha dato i natali a Cortesia de' Marassi detto da Sarego che, nel XIV secolo, fu consigliere di Antonio della Scala - e ne sposò la sorella Lucia - ed ebbe parte rilevante nella sua rovina. A questa nobile famiglia appartenevano anche Simone e suo figlio Gentile da Sarego, principali finanziatori nel 1386 della costruzione e decorazione della chiesa di San Vincenzo a Vicenza, nella quale vennero sepolti. Nello stesso anno 1386 Cortesia da Sarego, fratello di Simone, lasciò in testamento la somma di 1000 lire veronesi per la costruzione di una cappella nella chiesa di Santa Corona a Vicenza, pur disponendo di essere sepolto nella chiesa di Santa Anastasia di Verona, città che era diventata il centro degli interessi della famiglia dei da Sarego, in quelli anni divenuta tra le più potenti del territorio vicentino grazie all'appoggio della signoria scaligera. È da notare che il nome Cortesia, che si ripeté come d'uso molte volte nella dinastia della famiglia, era l'anagramma del nome Seratico con cui la famiglia era nota a quel tempo. Proprio dalla dizione Seratico deriva l'appellativo di seraticensi con cui sono chiamati gli abitanti di Sarego.

### Simboli
Lo stemma del comune di Sarego è stato concesso con regio decreto dell'11 marzo 1906.
Lo stemma  riproduce nel capo le insegne della famiglia comitale dei Sarego, per lungo tempo dominante sul paese, che si blasonava di rosso, a tre spade manicate d'oro, poste in banda, ordinate in sbarra, colle punte al basso.
Il gonfalone è un drappo di azzurro.

## Monumenti e luoghi d'interesse

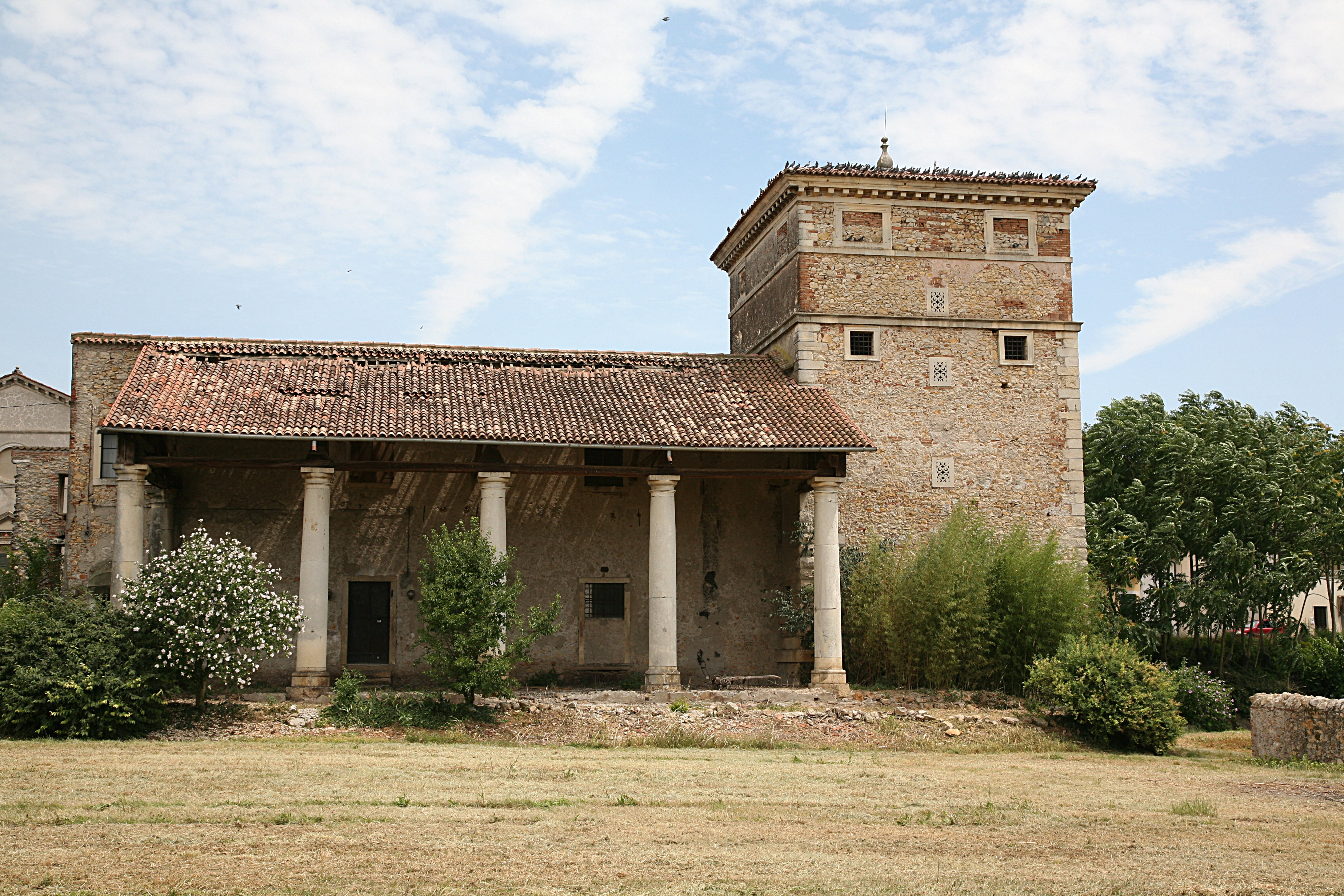
Barchessa di villa Trissino, circa 1567, unica parte di una villa veneta mai terminata di Andrea Palladio a Meledo di Sarego, sulle rive del fiumicello Brendola.

- Villa Manzoni Valcasara a Sarego. Costruita all'inizio del Cinquecento su commissione dei conti Arnaldi di Vicenza che avevano notevoli proprietà terriere nella zona. Presenta una robusta struttura orizzontale con le due facciate principali esposte una a nord, l'altra a sud. È attribuita a Antonio Francesco Olivera, discepolo dell'architetto Michele Sammicheli[13].
- Barchesse di villa Trissino a Meledo. Costruite nel 1567 circa sulle rive del fiume Guà, sono l'unica parte superstite del progetto di Andrea Palladio, mai compiuto per una villa veneta. Il complesso è stato inserito nel 1996 nella lista dei Patrimoni dell'umanità dall'UNESCO e negli anni 2010-15 è stato oggetto di restauro[14][15].
- Villa Arnaldi a Meledo. Opera progettata da Andrea Palladio nel 1547 e rimasta incompiuta.
- Villa Bisognini a Meledo. Risale al XVIII secolo.
- Villa Da Porto Zordan detta "La Favorita" a Monticello di Fara. Commissionata nel 1714 da Giovanni Battista da Porto, venne progettata da Francesco Muttoni, studioso di Palladio. Dal 2012 è sede del Parlamento della Padania della Lega Nord.
- Villa Quinto, detta "Ca' Quinta", in località Santa Giustina a Monticello di Fara[16].
- Chiesa di Santa Maria Assunta, costruita alla fine del XIX secolo

## Società

### Evoluzione demografica
Abitanti censiti

## Cultura

### Istruzione
L'Istituto Comprensivo "Francesco Muttoni" è dotato di tre scuole per l'infanzia, tre scuole primarie e una scuola secondaria di primo grado sita in Meledo.

### Eventi
Nel mese di luglio si svolge la sagra della Madonna del Carmine a Monticello di Fara, nel mese di maggio si svolge la sagra di Sant'Ubaldo a Meledo che festeggia anche il patrono S. Maurizio martire il 22 settembre e ad agosto la sagra dell'Assunta a Sarego.

## Geografia antropica

### Frazioni

#### Meledo
A Meledo Alto - dove si trovano le belle opere palladiane di Villa Trissino e di Villa Arnaldi - deturpano la soavità dei colli due enormi cave di calcare in essere dal 1980, sebbene il territorio sia quasi tutto in area SIC (sito di interesse comunitario).

#### Monticello di Fara
Numerose sono le tracce di presenza romana, come la Villa Ca' Quinta in località Santa Giustina. L'edificio più celebre è la Villa Da Porto detta La Favorita, che domina il paesaggio su un basso colle.
La località è sede di due grandi industrie: Cartiera Burgo Group (ex Cartiera di Sarego) e Salvagnini S.p.a. La frazione di Monticello di Fara era famosa anche all'estero per la pista di speedway, sede di gare a livello internazionale e mondiale della specialità, poi la pista è stata trasferita a Lonigo.

## Amministrazione
Sarego è stato il primo comune italiano ad avere un sindaco eletto nelle file del Movimento 5 Stelle.
| Periodo | Periodo   | Primo cittadino            | Partito        | Carica                  | Note |
| ------- | --------- | -------------------------- | -------------- | ----------------------- | ---- |
| 1920    | 1923      | Giovanni Battista Crestani | PPI            | Sindaco                 |      |
| 1923    | 1923      | Gian Domenico Boroni       |                | Commissario Prefettizio |      |
| 1923    | 1926      | Domenico Tibaldo           | PNF            | Sindaco                 |      |
| 1926    | 1943      | Domenico Tibaldo           | PNF            | Podestà                 |      |
| 1943    | 1945      | Domenico Tibaldo           | PFR            | Podestà                 |      |
| 1945    | 1945      | Bruno Corato               | PFR            | Podestà                 |      |
| 1945    | 1945      | Sirio Rubisse              | PDA            | Commissario Prefettizio |      |
| 1945    | 1946      | Ugo Brunetti               |                | Commissario Prefettizio |      |
| 1946    | 1951      | Giuseppe Cacciavillani     | DC             | Sindaco                 |      |
| 1951    | 1955      | Gian Giacomo Boroni        | DC             | Sindaco                 |      |
| 1955    | 1964      | Felice Corato              | DC             | Sindaco                 |      |
| 1964    | 1972      | Remigio Rezzaro            | DC             | Sindaco                 |      |
| 1972    | 1975      | Mario Martelletto          | DC             | Sindaco                 |      |
| 1975    | 1985      | Giancarlo Bonavigo         | DC             | Sindaco                 |      |
| 1985    | 1990      | Giuseppe Rossetto          | DC             | Sindaco                 |      |
| 1990    | 1990      | Renato Zambon              | DC             | Sindaco                 |      |
| 1990    | 1991      | Graziano Bellosi           | DC             | Assessore anziano       |      |
| 1991    | 1994      | Giuseppe Rossetto          | DC             | Sindaco                 |      |
| 1994    | 1998      | Giuseppe Scandola          | LN             | Sindaco                 |      |
| 1998    | 2002      | Roberto Marzari            | Centrosinistra | Sindaco                 |      |
| 2002    | 2012      | Vittorino Martelletto      | Centrodestra   | Sindaco                 |      |
| 2012    | 2022      | Roberto Castiglion         | M5S            | Sindaco                 |      |
| 2022    | in carica | Jessica Giacomello         | Centrodestra   | Sindaco                 |      |